# Super 14 2008
Il Super 14 2008 fu la 13ª edizione del Super Rugby SANZAR, torneo professionistico di rugby a 15 che si disputa su base annuale tra squadre di club delle federazioni australiana, neozelandese e sudafricana.
Composta interamente di franchise, si tenne tra febbraio e maggio 2008.
Fu la prima competizione di alto livello ad adottare le modifiche sperimentali al regolamento di gioco; tra le più significative variazioni figurano lo spostamento fuori dal campo dei pali che marcano l'incrocio tra le linee di meta e di touche (in tale maniera il giocatore che marca una meta non viene considerato fuori dal campo se tocca il palo, purché nessuna parte del corpo sia in contatto con la linea di touche prima che la palla sia stata schiacciata in terra); durante una mischia la linea del fuorigioco è a cinque metri dall'ultimo uomo del pacchetto avanzato; può essere fischiato il fuorigioco anche in occasione di un placcaggio, non solo di mischia aperta o maul.
I neozelandesi Crusaders e gli australiani Waratahs si piazzarono ai primi due posti della classifica e ospitarono rispettivamente Hurricanes e Sharks per le gare di semifinali; l'esito rispettò le gerarchie emerse durante la stagione regolare e le due squadre si incontrarono in finale all'AMI Stadium di Christchurch.
Nella gara per il titolo i Crusaders, sotto per 11-12 alla fine del primo tempo, ribaltarono il risultato nella ripresa con due piazzati e un drop di Dan Carter e si aggiudicarono il loro settimo titolo in 13 edizioni di Super Rugby.
Per gli Waratahs fu invece la seconda sconfitta in due finali.

## Squadre partecipanti e ambiti territoriali
| Paese         | Squadra       | Sede           | Area                                            |
| ------------- | ------------- | -------------- | ----------------------------------------------- |
| Australia     | Brumbies      | Canberra       | Territorio della Capitale Australiana           |
| Australia     | Reds          | Brisbane       | Stato del Queensland                            |
| Australia     | Waratahs      | Sydney         | Stato del Nuovo Galles del Sud                  |
| Australia     | Western Force | Perth          | Stato dell’Australia Occidentale                |
| Nuova Zelanda | Blues         | Auckland       | Penisola di North Auckland                      |
| Nuova Zelanda | Chiefs        | Hamilton       | Distretti di Hamilton, Tauranga e Rotorua       |
| Nuova Zelanda | Crusaders     | Christchurch   | Regione di Canterbury                           |
| Nuova Zelanda | Highlanders   | Dunedin        | Distretto di Otago e South Land                 |
| Nuova Zelanda | Hurricanes    | Wellington     | Wellington, Palmerston North e Napier           |
| Sudafrica     | Bulls         | Pretoria       | East Rand, Limpopo                              |
| Sudafrica     | Cheetahs      | Bloemfontein   | Stato libero, Provincia del Capo Settentrionale |
| Sudafrica     | Lions         | Johannesburg   | Mpumalanga, Provincia del Nordovest             |
| Sudafrica     | Sharks        | Durban         | KwaZulu-Natal                                   |
| Sudafrica     | Stormers      | Città del Capo | Cape Winelands, West Coast                      |

### Risultati
|           | 1ª giornata            |       |
| --------- | ---------------------- | ----- |
| 15-2-2008 | Crusaders - Brumbies   | 34–3  |
| 15-2-2008 | Reds - Highlanders     | 22–16 |
| 15-2-2008 | Sharks - Western Force | 17–10 |
| 16-2-2008 | Blues - Chiefs         | 32–14 |
| 16-2-2008 | Waratahs - Hurricanes  | 20–3  |
| 16-2-2008 | Stormers - Bulls       | 9–16  |
| 16-2-2008 | Cheetahs - Lions       | 22–23 |

|          | 4ª giornata               |       |
| -------- | ------------------------- | ----- |
| 7-3-2008 | Highlanders - Hurricanes  | 6–10  |
| 7-3-2008 | Waratahs - Brumbies       | 24–17 |
| 7-3-2008 | Bulls - Lions             | 31–17 |
| 8-3-2008 | Chiefs - Cheetahs         | 22–20 |
| 8-3-2008 | Reds - Stormers           | 16–34 |
| 8-3-2008 | Blues - Sharks            | 17–22 |
| 9-3-2008 | Western Force - Crusaders | 24–29 |

|           | 7ª giornata              |       |
| --------- | ------------------------ | ----- |
| 28-3-2008 | Hurricanes - Crusaders   | 13–20 |
| 28-3-2008 | Waratahs - Cheetahs      | 23–19 |
| 28-3-2008 | Western Force - Stormers | 16–32 |
| 29-3-2008 | Chiefs - Highlanders     | 39–24 |
| 29-3-2008 | Blues - Bulls            | 23–21 |
| 29-3-2008 | Sharks - Reds            | 22–10 |
| Rip.      | Brumbies e Lions         |       |

|           | 10ª giornata          |       |
| --------- | --------------------- | ----- |
| 18-4-2008 | Chiefs - Crusaders    | 18–5  |
| 18-4-2008 | Reds - Western Force  | 29–12 |
| 19-4-2008 | Waratahs - Lions      | 26–3  |
| 19-4-2008 | Brumbies - Sharks     | 27–21 |
| 19-4-2008 | Bulls - Highlanders   | 47–17 |
| 19-4-2008 | Stormers - Hurricanes | 20–12 |
| Rip.      | Blues e Cheetahs      |       |

|           | 13ª giornata               |       |
| --------- | -------------------------- | ----- |
| 9-5-2008  | Hurricanes - Western Force | 21–10 |
| 9-5-2008  | Bulls - Brumbies           | 28–17 |
| 10-5-2008 | Highlanders - Blues        | 15–40 |
| 10-5-2008 | Reds - Crusaders           | 21–27 |
| 10-5-2008 | Sharks - Cheetahs          | 33–14 |
| 10-5-2008 | Lions - Chiefs             | 33–27 |
| 10-5-2008 | Stormers - Waratahs        | 13–13 |

|           | 2ª giornata              |       |
| --------- | ------------------------ | ----- |
| 22-2-2008 | Hurricanes - Reds        | 23–18 |
| 22-2-2008 | Cheetahs - Western Force | 15–16 |
| 22-2-2008 | Bulls - Crusaders        | 19–54 |
| 23-2-2008 | Chiefs - Waratahs        | 20–17 |
| 23-2-2008 | Brumbies - Highlanders   | 22–20 |
| 23-2-2008 | Sharks - Stormers        | 12–10 |
| 23-2-2008 | Lions - Blues            | 10–55 |

|           | 5ª giornata            |       |
| --------- | ---------------------- | ----- |
| 14-3-2008 | Chiefs - Stormers      | 26–35 |
| 14-3-2008 | Brumbies - Hurricanes  | 15–33 |
| 15-3-2008 | Blues - Western Force  | 17–27 |
| 15-3-2008 | Crusaders - Cheetahs   | 55–7  |
| 15-3-2008 | Reds - Bulls           | 40–8  |
| 15-3-2008 | Lions - Sharks         | 8–16  |
| Rip.      | Highlanders e Waratahs |       |

|          | 8ª giornata           |       |
| -------- | --------------------- | ----- |
| 4-4-2008 | Highlanders - Lions   | 29–20 |
| 4-4-2008 | Brumbies - Chiefs     | 28–42 |
| 4-4-2008 | Western Force - Bulls | 15–14 |
| 5-4-2008 | Hurricanes - Sharks   | 13–13 |
| 5-4-2008 | Waratahs - Blues      | 37–16 |
| 5-4-2008 | Cheetahs - Reds       | 29–14 |
| Rip.     | Crusaders e Stormers  |       |

|           | 11ª giornata           |       |
| --------- | ---------------------- | ----- |
| 25-4-2008 | Crusaders - Blues      | 26–22 |
| 25-4-2008 | Brumbies - Lions       | 28–21 |
| 26-4-2008 | Chiefs - Reds          | 32–20 |
| 26-4-2008 | Waratahs - Sharks      | 25–10 |
| 26-4-2008 | Cheetahs - Hurricanes  | 10–38 |
| 26-4-2008 | Stormers - Highlanders | 26–16 |
| Rip.      | Bulls e Western Force  |       |

|           | 14ª giornata             |       |
| --------- | ------------------------ | ----- |
| 16-5-2008 | Hurricanes - Blues       | 17–19 |
| 16-5-2008 | Western Force - Brumbies | 29–22 |
| 17-5-2008 | Crusaders - Highlanders  | 14–26 |
| 17-5-2008 | Reds - Waratahs          | 11–18 |
| 17-5-2008 | Lions - Stormers         | 13–22 |
| 17-5-2008 | Cheetahs - Bulls         | 20–60 |
| 17-5-2008 | Sharks - Chiefs          | 47–25 |

|           | 3ª giornata            |       |
| --------- | ---------------------- | ----- |
| 29-2-2008 | Hurricanes - Chiefs    | 39–19 |
| 29-2-2008 | Lions - Western Force  | 16–18 |
| 29-2-2008 | Stormers - Crusaders   | 0–22  |
| 1-3-2008  | Highlanders - Waratahs | 12–15 |
| 1-3-2008  | Brumbies - Reds        | 43–11 |
| 1-3-2008  | Cheetahs - Blues       | 26–50 |
| 1-3-2008  | Bulls - Sharks         | 15–29 |

|           | 6ª giornata                 |       |
| --------- | --------------------------- | ----- |
| 21-3-2008 | Crusaders - Waratahs        | 34–7  |
| 21-3-2008 | Brumbies - Cheetahs         | 29–23 |
| 22-3-2008 | Highlanders - Western Force | 28–36 |
| 22-3-2008 | Blues - Stormers            | 17–14 |
| 22-3-2008 | Chiefs - Bulls              | 43–27 |
| 22-3-2008 | Lions - Reds                | 24–24 |
| Rip.      | Hurricanes e Sharks         |       |

|           | 9ª giornata              |       |
| --------- | ------------------------ | ----- |
| 11-4-2008 | Highlanders - Sharks     | 17–19 |
| 12-4-2008 | Crusaders - Lions        | 31–6  |
| 12-4-2008 | Blues - Brumbies         | 11–16 |
| 12-4-2008 | Western Force - Waratahs | 12–17 |
| 12-4-2008 | Stormers - Cheetahs      | 34–22 |
| 12-4-2008 | Bulls - Hurricanes       | 22–50 |
| Rip.      | Chief e Reds             |       |

|          | 12ª giornata           |       |
| -------- | ---------------------- | ----- |
| 2-5-2008 | Crusaders - Sharks     | 18–10 |
| 2-5-2008 | Reds - Blues           | 22–35 |
| 2-5-2008 | Cheetahs - Highlanders | 28–31 |
| 3-5-2008 | Hurricanes - Lions     | 38–12 |
| 3-5-2008 | Western Force - Chiefs | 22–21 |
| 3-5-2008 | Bulls - Waratahs       | 16–13 |
| 3-5-2008 | Stormers - Brumbies    | 20–10 |

### Classifica
|  |     | Squadra       | G  | V  | N | P  | PF  | PS  | B | Pt |
|  | --- | ------------- | -- | -- | - | -- | --- | --- | - | -- |
|  | 1.  | Crusaders     | 13 | 11 | 0 | 2  | 369 | 176 | 8 | 52 |
|  | 2.  | Waratahs      | 13 | 9  | 1 | 3  | 255 | 186 | 5 | 43 |
|  | 3.  | Sharks        | 13 | 9  | 1 | 3  | 271 | 209 | 4 | 42 |
|  | 4.  | Hurricanes    | 13 | 8  | 1 | 4  | 310 | 204 | 7 | 41 |
|  | 5.  | Stormers      | 13 | 8  | 1 | 4  | 269 | 211 | 7 | 41 |
|  | 6.  | Blues         | 13 | 8  | 0 | 5  | 354 | 267 | 8 | 40 |
|  | 7.  | Chiefs        | 13 | 7  | 0 | 6  | 348 | 349 | 6 | 34 |
|  | 8.  | Western Force | 13 | 7  | 0 | 6  | 247 | 278 | 4 | 32 |
|  | 9.  | Brumbies      | 13 | 6  | 0 | 7  | 277 | 317 | 6 | 30 |
|  | 10. | Bulls         | 13 | 6  | 0 | 7  | 324 | 347 | 4 | 28 |
|  | 11. | Highlanders   | 13 | 3  | 0 | 10 | 257 | 338 | 7 | 19 |
|  | 12. | Reds          | 13 | 3  | 1 | 9  | 258 | 323 | 4 | 18 |
|  | 13. | Cheetahs      | 13 | 1  | 0 | 12 | 255 | 428 | 9 | 13 |
|  | 14. | Lions         | 13 | 2  | 1 | 10 | 206 | 367 | 2 | 12 |

## Semifinali
| Christchurch 24 maggio 2008, ore 19:35 UTC+12 | Crusaders        | 33 – 22 | Hurricanes | Lancaster Park (18 000 spett.)\| Arbitro: \| Stuart Dickinson \| |
| Arbitro:                                      | Stuart Dickinson |         |            |                                                                  |

| Sydney 24 maggio 2008, ore 20 UTC+2 | Waratahs       | 28 – 13 | Sharks | Sydney Football Stadium (37 738 spett.)\| Arbitro: \| Bryce Lawrence \| |
| Arbitro:                            | Bryce Lawrence |         |        |                                                                         |

## Finale
| Arbitro: | Mark Lawrence |

|                          |      |                |
| 38’ Tuiali’i             | mt   | 8’, 25’ Turner |
|                          | tr   | 25’ Beale      |
| 4’, 32’, 46’, 74’ Carter | c.p. |                |
| 70’ Carter               | drop |                |